# تیولدی
تیولدی (انگلیسی: Tyuldi) یک شهرک در شهرستان کالتاسینسکی استان باشقیرستان کشور روسیه است.